# اثر نجات
اثر نجات (به انگلیسی: Rescue effect) پدیده‌ای است که نخستین بار توسط براون و کدریک-براون توصیف شد و معمولاً در دینامیک فراجمعیت و بسیاری از رشته‌های دیگر در بوم‌شناسی به کار می‌رود. این فرایند جمعیتی توضیح می‌دهد که چگونه مهاجرت افراد می‌تواند تداوم جمعیت‌های کوچک جداشده را با کمک به تثبیت یک فراجمعیت افزایش دهد و در نتیجه شانس انقراض را کاهش دهد. به عبارت دیگر، مهاجرت می‌تواند منجر به تشکیل کلنی دوباره در لکه‌های منقرض‌شده پیشین شود و تداوم درازمدت شبکه جمعیت‌ها را ارتقا دهد.